# Tour du Limousin 1991
La 24e édition du Tour du Limousin s'est déroulée du 14 au 17 août 1991, et a vu s'imposer le Belge Michel Vermote.

## Classements des étapes
| Étape     | Date    | Villes étapes          | Vainqueur d'étape   | Équipe       | Leader du classement général | Équipe |
| 1re étape | 14 août | Limoges - Saint-Junien | Michel Vermote      | RMO          | Michel Vermote               | RMO    |
| 2e étape  | 15 août | Saint-Junien - Tulle   | Olivier Ouvrard     | Amateur      | Michel Vermote               | RMO    |
| 3e étape  | 16 août | Tulle - Aubusson       | Pascal Simon        | Castorama    | Michel Vermote               | RMO    |
| 4e étape  | 17 août | Aubusson - Limoges     | Jean-Claude Colotti | Tonton Tapis | Michel Vermote               | RMO    |

## Classement final
| 1.  | Michel Vermote        | RMO          |
| 2.  | Denis Roux            | Toshiba      |
| 3.  | Mike Engleman         | Coors Light  |
| 4.  | Jean-Claude Colotti   | Tonton Tapis |
| 5.  | Luc Leblanc           | Castorama    |
| 6.  | Jean-François Bernard | Banesto      |
| 7.  | Thierry Claveyrolat   | RMO          |
| 8.  | Thierry Bourguignon   | Toshiba      |
| 9.  | Kim Andersen          | Z            |
| 10. | Andreas Kappes        | Histor Sigma |